# Länsväg 373
De Zweedse weg 373 (Zweeds: Länsväg 373) is een provinciale weg in de provincie Norrbottens län in Zweden en is circa 102 kilometer lang.

## Plaatsen langs de weg
- Piteå
- Bergsviken
- Svensbyn
- Roknäs
- Långträsk
- Abborrträsk

## Knooppunten
- E4 bij Piteå (begin)
- Riksväg 95 bij Abborrträsk (einde)